# 쇠별꽃
쇠별꽃은 석죽과에 딸린 두해살이풀이거나 여러해살이풀이다. 북반구의 온대와 아열대 지방에서 널리 서식한다.

## 생태
조금 습한 빈터나 밭둑 등 어디서나 흔하게 자라며 키는 20~50 센티미터 정도이다. 잎은 마주나고 길이 1~6 센티미터, 너비 0.8~3 센티미터로 넓은 달걀 모양이며 가장자리는 밋밋하다. 아래에 나는 잎은 잎자루가 있으나 줄기 위로 갈수록 짧아지다가 윗 부분에 나는 잎은 잎자루가 아예 없어 잎이 줄기를 둘러싼다. 꽃은 4~6월에 가지 끝과 잎겨드랑이에 한 개씩 달린다. 꽃잎은 흰색으로 다섯 장인데 밑까지 깊게 갈라져서 열 장처럼 보인다. 꽃받침조각도 다섯 개이며 털이 있고 꽃잎과 길이가 비슷하다. 암술대가 5개여서 3개인 별꽃과 구별한다. 열매는 삭과로 달걀 모양이다.

## 사진

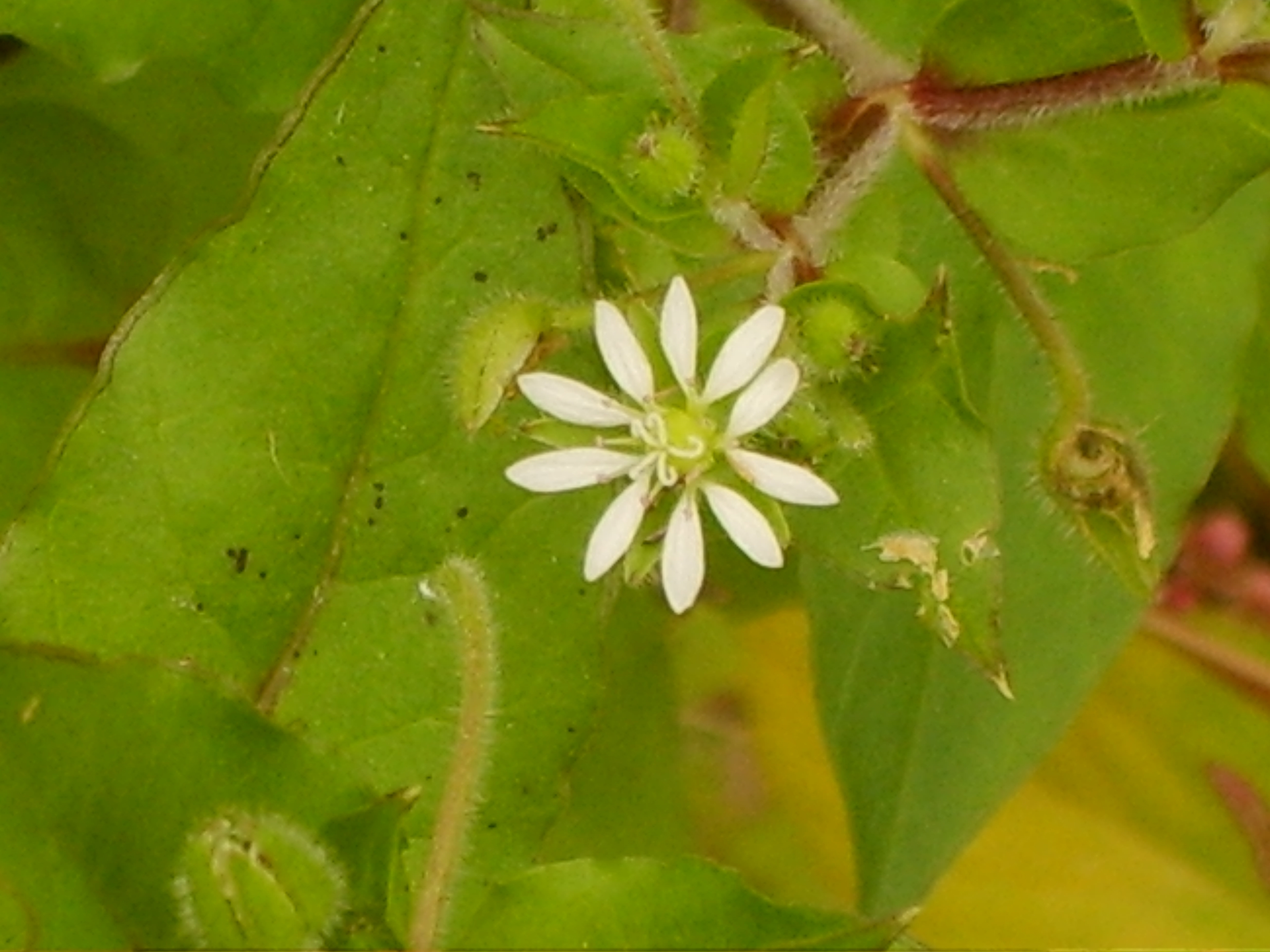
꽃. 암술대가 5개이고 꽃잎도 5개이다.
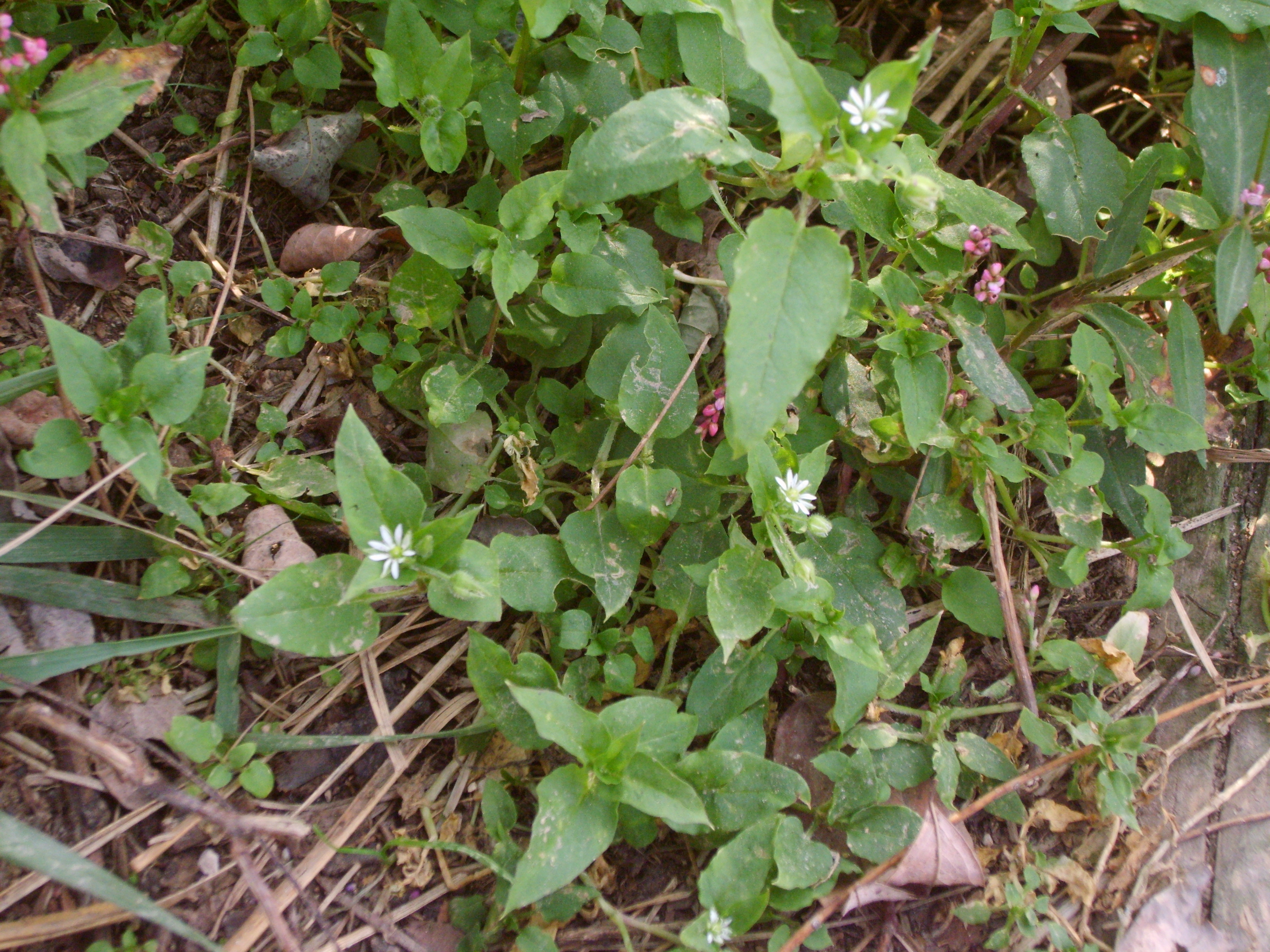
잎
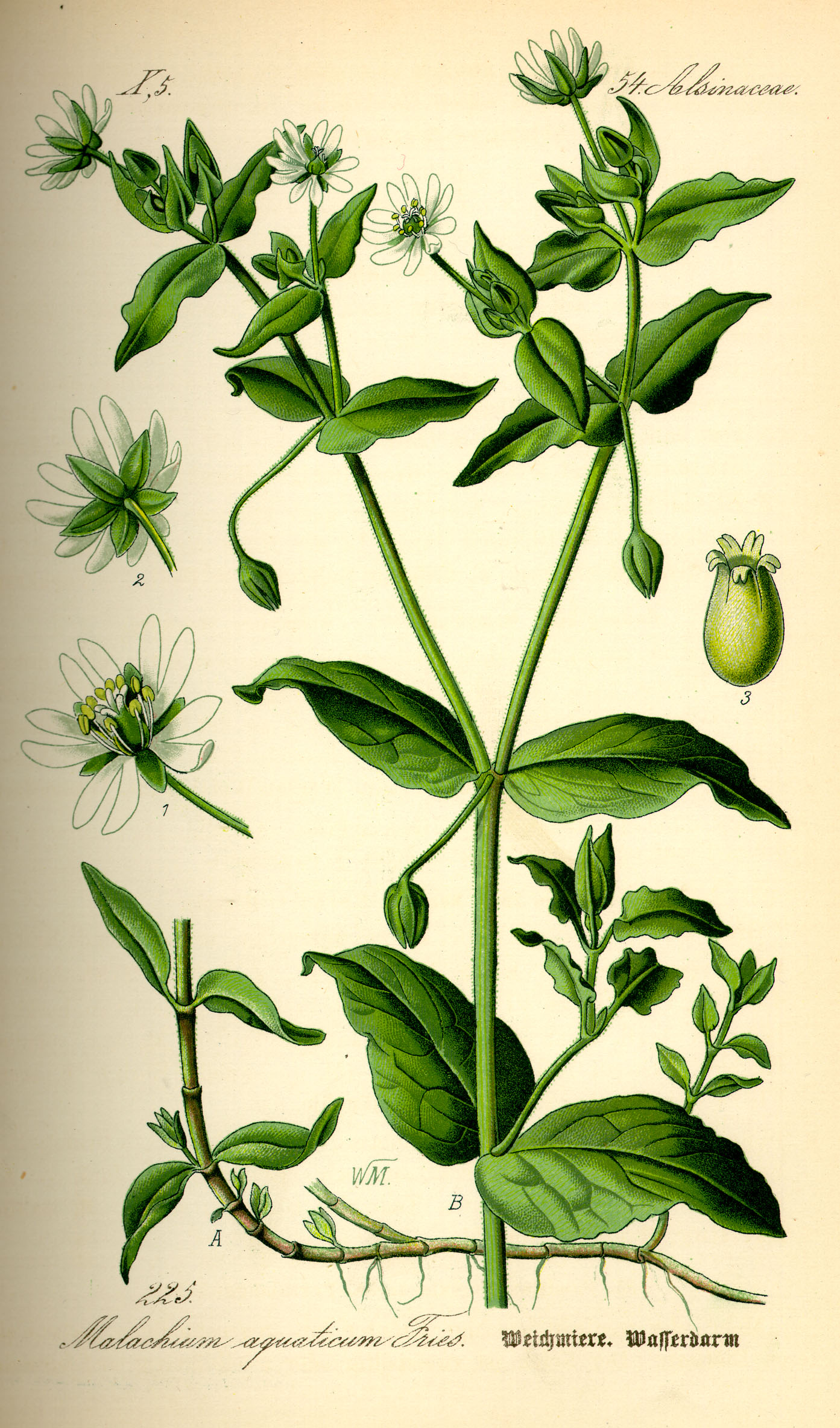

## 참고 문헌
- 고경식; 김윤식 (1988). 《원색한국식물도감》. 아카데미서적.